# ФК Младост Лучани
ФК Младост је фудбалски клуб из Лучана, основан 1952. године. Клупска боја је плава. Тренутно се такмичи у Суперлиги Србије.

## Историја
Клуб је основан 1952. године, а свој први већи успех остварили су освајањем првог места у Трећој лиги Југославије (група Исток) 1989. године, што им је обезбедило учешће у Другој лиги следеће сезоне. Међутим, они су сезону 1989/90. завршили на последњем месту и испали поново у трећи ранг такмичења.
Након распада СФРЈ, редован су учесник Прве и Друге лиге. Године 1995. освојили су прво место у Другoj лиги СР Југославије и тиме обезбедили пласман у Прву Б лигу, док су наредне две сезоне играли Прву А лигу. Из ње су испали у Другу лигу након реорганизације лиге, у сезони 1997/98 године, јер су заузели последње, 12. место.
Младост се у највиши ранг вратила 2001. године након освајања првог места у Другој лиги (група Запад). Нападач клуба Зоран Ђурашковић био је најбољи стрелац лиге са 27 голова, али ипак ни то није помогло клубу да остане у лиги, јер је заузео 15. место од 18 клубова. После освајања Прве лиге Србије у сезони 2006/07, пласирали су се у Суперлигу Србије. Клуб је сезону 2007/08. завршио на 7. месту, али су ипак напустили лигу због финансијских проблема.
Наредних шест година Младост је играла у Првој лиги Србије, другом рангу такмичења, да би у сезони 2013/14. освојила прво место и поново изборила пласман у Суперлигу. У првој сезони након повратка освојили су 7. место, а нигеријски фудбалер Патрик Езе Фрајдеј који је на лето 2014. године стигао у Младост, постигао је 15 погодака на 26 мечева и постао најбољи стрелац лиге.
Највећи успех у историји клуба остварили су у сезони  2016/17. када су освојили 4. место и први пут обезбедили учешће у Европи. Дебитантски наступ имали су против Интера из Бакуа у 1. колу квалификација за Лигу Европе. Неискуство Лучанаца у Европи резултирало је да је Интер прошао даље јер је у Лучанима победио 3:0, а затим и на домаћем терену 2:0. Исте сезоне Младост је остварила највећи успех у Куп такмичењима пласманом у финале у сезони 2017/18. На путу до финала редом су савладали: Раднички Нови Београд, Пролетер Нови Сад, Војводину и Мачву. У финалу на стадиону ФК Радник у Сурдулици састали су се са Партизаном. Младост је повела у 21. минуту голом Јанка Тумбасевића, али је Партизан преокренуо головима Марка Јанковића и Саше Здјелара и освојио Куп.
Следеће сезоне у првенству су освојили 5. место, док су у Купу стигли до полуфинала где је у двомечу била боља Црвена звезда. У Београду је било 1:4, а у Лучанима 0:0. У сезони која је скраћена због Пандемије ковида 19, Лучанци су завршили на 9. месту, а у Купу су дошли до четвртфинала где су поражени од Војводине након једанаестераца.
У сезони 2020/21. побољшали су пласман освајањем 7. места, али су у Купу испали у осмини финала од Спартака након једанаестареца. У сезоне 2021/22. и 2022/23. Лучанци су се обе године налазили у средини табли, завршавајући на 11. месту, а у куп такмичењима испадали су у шеснаестини финала.

## Стадион
Младост домаће утакмице игра на стадиону Младост. Стадион има две трибине са капацитетом од око 6.000 места. За разлику од већине стадиона, главна трибина се овде налази на источној страни.

## Успеси
- Куп Србије:
  - Финалиста (1): 2017/18.

## Новији резултати
| Сезона   | Ранг | Лига             | Позиција | ИГ | Д  | Н  | П  | ГД | ГП | ГР  | Бод     | Куп                  |
| -------- | ---- | ---------------- | -------- | -- | -- | -- | -- | -- | -- | --- | ------- | -------------------- |
| 2006/07. | 2    | Прва лига Србије | 1.       | 38 | 24 | 10 | 4  | 49 | 19 | +30 | 82      | Није се квалификовао |
| 2007/08. | 1    | Суперлига Србије | 7.       | 33 | 8  | 14 | 11 | 32 | 41 | -9  | 38      | Шеснаестина финала   |
| 2008/09. | 2    | Прва лига Србије | 14.      | 34 | 10 | 8  | 16 | 25 | 43 | -18 | 38      | Шеснаестина финала   |
| 2009/10. | 2    | Прва лига Србије | 14.      | 34 | 9  | 15 | 10 | 33 | 31 | +2  | 42      | Осмина финала        |
| 2010/11. | 2    | Прва лига Србије | 9.       | 34 | 11 | 12 | 11 | 29 | 32 | -3  | 45      | Претколо             |
| 2011/12. | 2    | Прва лига Србије | 3.       | 34 | 13 | 14 | 7  | 42 | 27 | +15 | 53      | Шеснаестина финала   |
| 2012/13. | 2    | Прва лига Србије | 9.       | 34 | 10 | 13 | 11 | 31 | 35 | -4  | 43      | Шеснаестина финала   |
| 2013/14. | 2    | Прва лига Србије | 1.       | 30 | 18 | 6  | 6  | 42 | 20 | +22 | 60      | Шеснаестина финала   |
| 2014/15. | 1    | Суперлига Србије | 7.       | 30 | 11 | 7  | 12 | 41 | 47 | -6  | 40      | Шеснаестина финала   |
| 2015/16. | 1    | Суперлига Србије | 9.       | 37 | 11 | 14 | 12 | 34 | 44 | -10 | 31 (47) | Шеснаестина финала   |
| 2016/17. | 1    | Суперлига Србије | 4.       | 37 | 18 | 6  | 13 | 46 | 44 | +2  | 36 (60) | Четвртфинале         |
| 2017/18. | 1    | Суперлига Србије | 10.      | 37 | 11 | 11 | 15 | 44 | 52 | -8  | 27 (44) | Финалиста            |
| 2018/19. | 1    | Суперлига Србије | 5.       | 37 | 16 | 9  | 12 | 49 | 37 | +12 | 34 (57) | Полуфинале           |
| 2019/20. | 1    | Суперлига Србије | 9.       | 30 | 13 | 4  | 13 | 31 | 40 | -9  | 43      | Четвртфинале         |
| 2020/21. | 1    | Суперлига Србије | 7.       | 38 | 15 | 9  | 14 | 43 | 59 | -16 | 54      | Осмина финала        |
| 2021/22. | 1    | Суперлига Србије | 11.      | 37 | 12 | 9  | 16 | 46 | 52 | -6  | 45      | Шеснаестина финала   |
| 2022/23. | 1    | Суперлига Србије | 11.      | 37 | 9  | 11 | 17 | 40 | 57 | -17 | 38      | Шеснаестина финала   |
| 2023/24. | 1    | Суперлига Србије | 7.       | 37 | 13 | 7  | 17 | 38 | 53 | -15 | 46      | Шеснаестина финала   |
| 2024/25. | 1    | Суперлига Србије | 8.       | 37 | 12 | 11 | 14 | 38 | 48 | -10 | 47      | Осмина финала        |

## Младост у европским такмичењима
| Сезона   | Такмичење   | Коло        | Држава     | Клуб       | Дом. | Гост | Укупно | Укупно |
| -------- | ----------- | ----------- | ---------- | ---------- | ---- | ---- | ------ | ------ |
| 2017/18. | Лига Европе | 1. коло кв. | Азербејџан | Интер Баку | 0:3  | 0:2  | 0:5    |        |

## ЛФК Младост
Клуб је функционисао као филијала Младости где су углавном наступали млађи играчи с циљем разигравања за први тим. Такмичење је започео у најнижем степену, Општинској лиги Лучана, а затим је кроз Моравичку окружну лигу остварио пласман у Зону Морава. Освајао је Куп Општине Лучани и Куп Западне Србије, а био је ученсник шеснаестине финала Купа Србије где се састао са суботичким Спартаком. Закључно са сезоном 2018/19. у Западно-моравској зони, такмичио се четири године.
За овај тим су наступали поједини играчи који су касније играли у Суперлиги Србије, попут Ђорђа Бабића, Лазара Селенића, Стефана Тешића, Вељка Кијевчанина и Немање Мићевића. Развој играча пратио је Горан Станић који је нешто касније постао тренер првог тима. Медији су писали о финансијским неправилностима везаним за овај клуб. Назначено је да је обештећење приликом иностраног трансфера Саше Јовановића уплаћено на рачун ЛФК Младости, иако је он био играч првог тима.

## Тренутни састав
Од 25. фебруара 2023.
| Бр. |         | Позиција | Играч               |
| --- | ------- | -------- | ------------------- |
| 3   | Србија  | О        | Дарко Станојевић    |
| 4   | Србија  | О        | Иван Милошевић      |
| 5   | Србија  | О        | Немања Жунић        |
| 7   | Србија  | С        | Немања Томић        |
| 9   | Србија  | С        | Марко Величковић    |
| 10  | Србија  | С        | Никола Јојић        |
| 12  | Србија  | С        | Саша Прибаковић     |
| 13  | Србија  | С        | Марко Пеливановић   |
| 14  | Србија  | Н        | Урош Сремчевић      |
| 15  | Србија  | О        | Михајло Веснић      |
| 17  | Камерун | С        | Реџис Баха          |
| 18  | Србија  | Н        | Страхиња Стојановић |
| 19  | Србија  | Н        | Владимир Силађи     |
| 21  | Србија  | С        | Филип Жунић         |
| 22  | Србија  | Г        | Давид Росић         |
| 23  | Србија  | Г        | Жељко Самчовић      |

| Бр. |        | Позиција | Играч                |
| --- | ------ | -------- | -------------------- |
| 27  | Србија | С        | Владимир Радивојевић |
| 29  | Србија | О        | Стефан Максимовић    |
| 30  | Србија | О        | Милош Дивац          |
| 31  | Србија | С        | Милан Марчић         |
| 33  | Србија | С        | Жарко Удовичић       |
| 35  | Србија | О        | Никола Лековић       |
| 40  | Србија | О        | Никола Ћирковић      |
| 42  | Србија | С        | Александар Јешић     |
| 45  | Србија | Н        | Стефан Станисављевић |
| 51  | Србија | Г        | Лука Савић           |
| 70  | Србија | С        | Марко Мирић          |
| 71  | Србија | О        | Александар Варјачић  |
| 72  | Србија | С        | Ненад Адамовић       |
| 80  | Србија | С        | Мирослав Маричић     |
| 90  | Србија | О        | Стефан Живковић      |

## Познатији играчи
Репрезентативци
- Немања Милуновић
- Душан Анђелковић
- Јован Маркоски
- Александар Лазевски
- Јанко Тумбасевић
- Милан Јовановић
- Бетолигар Мисдонгард